# Alsace
Alsace (hay s'Elsass theo tiếng Alsace, das Elsass theo tiếng Đức) là một vùng của nước Pháp, bao gồm hai tỉnh Bas-Rhin ở phía Bắc và Haut-Rhin ở phía Nam. Thủ phủ của vùng này là Strasbourg, cũng là thành phố lớn nhất vùng. Tiếp theo là Mulhouse - tỉnh lỵ của Haut-Rhin và Colmar - tỉnh lỵ của Haut-Rhin. Vào tháng 1 năm 2023, nó có dân số 1.921.014.
Cho đến năm 1871, Alsace bao gồm khu vực ngày nay được gọi là Territoire de Belfort , hình thành nên phần cực nam của nó. Từ năm 1982 đến 2016, Alsace là vùng hành chính nhỏ nhất ở vùng đô thị Pháp , bao gồm các tỉnh Bas-Rhin và Haut-Rhin . Cải cách lãnh thổ được Quốc hội Pháp thông qua năm 2014 dẫn đến việc sáp nhập khu vực hành chính Alsace với Champagne-Ardenne và Lorraine để tạo thành Grand Est . Vào ngày 1 tháng 1 năm 2021, các tỉnh Bas-Rhin và Haut-Rhin sáp nhập vào Tập thể Alsace Châu Âu mới nhưng vẫn là một phần của khu vực Grand Est.
Alsatian là ngôn ngữ Alemannic có liên quan chặt chẽ với tiếng Swabia , mặc dù kể từ Thế chiến thứ hai, hầu hết người Alsatian chủ yếu nói tiếng Pháp. Di cư trong nước và quốc tế kể từ năm 1945 cũng đã thay đổi thành phần ngôn ngữ dân tộc của Alsace. Trong hơn 300 năm, từ Chiến tranh Ba mươi năm đến Thế chiến thứ hai , địa vị chính trị của Alsace đã bị tranh chấp gay gắt giữa Pháp và nhiều quốc gia khác nhau trong các cuộc chiến tranh và hội nghị ngoại giao. Thủ đô kinh tế và văn hóa của Alsace, cũng như thành phố lớn nhất của nó là Strasbourg , nằm trên biên giới quốc tế Đức hiện nay. Thành phố này là trụ sở của một số tổ chức và cơ quan quốc tế .